# Yoshiyuki Matsueda
Yoshiyuki Matsueda –em japonês, 松枝義幸, Matsueda Yoshiyuki– (10 de janeiro de 1962) é um desportista japonês que competiu no ciclismo na modalidade de pista. Ganhou uma medalha de prata no Campeonato Mundial de Ciclismo em Pista de 1985, na prova de velocidade individual.

## Medalheiro internacional
| Campeonato Mundial | Campeonato Mundial | Campeonato Mundial | Campeonato Mundial        |
| Ano                | Lugar              | Medalha            | Competição                |
| ------------------ | ------------------ | ------------------ | ------------------------- |
| 1985               | Bassano ( Itália)  | Medalha de prata   | Velocidade individual (P) |